# Rudy Sarzo
 (février 2021).
Si vous disposez d'ouvrages ou d'articles de référence ou si vous connaissez des sites web de qualité traitant du thème abordé ici, merci de compléter l'article en donnant les références utiles à sa vérifiabilité et en les liant à la section « Notes et références ».
Rudy Sarzo est un bassiste cubain naturalisé américain, né Rodolfo Maximiliano Sarzo Lavieille Grande Ruiz Payret y Chaumont le 18 novembre 1950 à la Havane. 
Sa famille immigre aux États-Unis en 1961. Rudy Sarzo joue dans plusieurs groupes dont les plus connus sont Quiet Riot, Dio, Whitesnake, Blue Öyster Cult et Ozzy Osbourne. Il joue aussi des synthétiseurs sur l'album Metal Health de Quiet Riot. Il est ensuite le bassiste du groupe canadien The Guess Who. 

## Biographie

### Jeunesse
Rudy Sarzo est né à La Havane (Cuba) le 18 novembre 1950. Sa famille a émigré aux États-Unis en 1961 et il a grandi en Floride. Son frère, Robert, est également musicien.

### Carrière

#### Quiet Riot
À son arrivée à Los Angeles en août 1977, Rudy Sarzo est tombé sur un concert de Quiet Riot au Starwood après avoir été refusé à un spectacle à guichets fermés de Van Halen au Whisky a Go Go à proximité. Il a rappelé que le concert était "assez ambitieux pour un groupe de club", et à la fin, il a croisé le chanteur Kevin DuBrow et ils ont formé une amitié. En difficulté financière, Sarzo a déménagé au New Jersey à l'automne 1977 pour rejoindre son frère Robert dans un groupe Top-40 appelé A New Taste. Alors qu'il était dans le New Jersey à l'été 1978, Sarzo a reçu un appel téléphonique de DuBrow lui demandant s'il aimerait se rendre à Los Angeles et auditionner pour Quiet Riot. Il a atterri à Los Angeles le lendemain, a répété avec le groupe et s'est vu offrir le poste qu'il a accepté. Bien qu'il soit représenté sur la p0ochette de l'album de 1978 du groupe «Quiet Riot II», les parties de basse ont en fait été jouées par Kelly Garni, c'est ce dernier que Rudy a finalement remplacé. 
Peu de temps après avoir rejoint Quiet Riot, Rudy Sarzo a commencé à enseigner la basse à l'école de musique «Musonia» à la demande de son ami Rhoads. Les deux amis sont devenus désillusionnés par l'incapacité de Quiet Riot à décrocher un contrat d'enregistrement américain (leurs albums étaient sortis au Japon seulement à ce moment-là), et Rhoads a rapidement quitté le groupe après avoir accepté une offre de former un nouveau groupe avec le chanteur Ozzy Osbourne, l'ex-Black Sabbath. Quiet Riot a joué un concert d'adieu au Starwood le 2 octobre 1979, après quoi Rhoads est parti pour l'Angleterre pour écrire des chansons avec Osbourne. Avec la dissolution officielle de Quiet Riot, Sarzo a rejoint un groupe appelé Private Army avec le batteur et ami de longue date Frankie Banali.

#### Ozzy Osbourne
De mars 1981 à septembre 1982, Rudy Sarzo est devenu célèbre en tant que bassiste du groupe d'Osbourne, après avoir été recruté sur la recommandation de Rhoads. Son jeu peut être entendu sur les albums live d'Osbourne « Speak of the Devil» et « Tribute». Les crédits de l'album studio d'Osbourne de 1981 « Diary of a Madman» indiquent Sarzo comme bassiste, bien que Bob Daisley y ait joué la basse. 
Après la mort de Rhoads dans un accident d'avion en 1982, Rudy Sarzo est devenu désillusionné par la forte consommation d'alcool d'Osbourne et a commencé à remettre en question son avenir dans le groupe sans son ami. Alors qu'il était toujours membre du groupe d'Osbourne, Sarzo avait aidé son ancien groupe Quiet Riot en enregistrant la chanson hommage à Randy Rhoads, «Thunderbird», pour leur prochain album «Metal Health» afin de faire face à son chagrin. En contraste frappant avec le chaos entourant la vie quotidienne sur la route avec Osbourne qui buvait beaucoup, l'expérience a été si positive que Sarzo a fini par enregistrer la majeure partie de l'album Metal Health avec son ancien groupe et il a pris la décision de le faire officiellement. En rejoignant Quiet Riot une fois la tournée Diary of a Madman de Ozzy Osbourne terminée.

#### Quiet Riot
Sorti en mars 1983, Metal Health deviendra un succès international multi-platine, marquant le début d'une ère de popularité commerciale folle pour le heavy metal dans les années 1980. Après que Rudy Sarzo eut quitté le groupe d'Osbourne, une sérieuse fracture se développa entre les deux, principalement le résultat des critiques persistantes du chanteur de Quiet Riot Kevin DuBrow à l'encontre d'Osbourne dans la presse de heavy metal. Des mois plus tard, quand Osbourne et Quiet Riot se sont retrouvés sur le même projet de loi au US Festival de 1983, Osbourne est entré dans une rage ivre en voyant Sarzo, le frappant au visage avant d'être emmené par la sécurité. Sarzo s'est réconcilié plus tard avec le camp d'Osbourne après avoir quitté Quiet Riot en 1985. 
Rudy Sarzo était membre de Quiet Riot au plus fort du succès du groupe, et il est apparu dans de nombreuses vidéos MTV et a été élu meilleur bassiste de 1983 par les lecteurs de Circus Magazine sur le site Web du fabricant d'équipement audio à succès  Peavey. Sarzo est resté avec Quiet Riot de septembre 1982 à janvier 1985, lorsque les frictions causées par la descente constant du chanteur DuBrow avec des groupes rivaux dans la presse l'ont convaincu de quitter le groupe.
Après avoir quitté Quiet Riot, Rudy Sarzo a formé M.A.R.S. avec l'ancien coéquipier d'Ozzy Osbourne, Tommy Aldridge, avec qui Sarzo entretenait une étroite amitié. D'avril 1987 à septembre 1994, Sarzo et Aldridge étaient tous deux membres de Whitesnake avant que le chanteur David Coverdale ne mette le groupe en pause indéfinie.
Au début des années 1990, Rudy Sarzo décide de créer son propre groupe, Sun King, en recrutant le chanteur Keith St. John (qui rejoindra plus tard Medicine Wheel, Burning Rain et Montrose) et le futur guitariste de Marilyn Manson et Rob Zombie, John Lowery. Même s'il a signé avec Giant Records, le groupe a finalement été abandonné sans sortir un album et Sarzo a abandonné le projet. En 1992, Sarzo a eu un rôle non crédité en tant que bassiste pour le groupe fictif Exorcist de la série télévisée Tales from the Crypt dans l'épisode "On A Deadman's Chest".
Rudy Sarzo rejoindra Quiet Riot à plusieurs reprises et enregistrera des albums avec eux en 1999 et 2001. En février 2004, Sarzo rejoignit Rising Force de Yngwie Malmsteen pour le «Attack Tour» de 30 villes américaines. Il a ensuite joué avec Dio plus tard en 2004.

#### Blue Öyster Cult
En 2007, Rudy Sarzo a rejoint Blue Öyster Cult, remplaçant Richie Castellano en tant que bassiste du groupe (qui a changé d'instrument et est devenu ainsi le guitariste / claviériste du groupe), initialement en tant que musicien invité avant de prendre officiellement sa place. Par contre il n'a jamais enregistré d'albums avec le groupe, que ce soit en studio ou live et il est resté avec Blue Öyster Cult jusqu'en 2012. Il sert également de conseiller pour le Rock 'n' Roll Fantasy Camp.
Le 1er septembre 2012, Rudy Sarzo a été annoncé pour faire partie d'un groupe avec Geoff Tate, qui a été expulsé de Queensrÿche le 5 juin 2012. D'autres membres du groupe de Tate incluent le guitariste Kelly Gray, le batteur Simon Wright et le claviériste Randy Gane. 
Depuis le 25 janvier 2013, le frère de Rudy Sarzo, Robert, a rejoint le groupe, en remplacement de Glen Drover, parti deux mois plus tôt. C'est la première fois que les frères Sarzo jouent ensemble dans un acte national. Le groupe s'est lancé dans une "Opération: Anniversary Tour de Mindcrime" le 6 avril 2013, célébrant le 25e anniversaire de l'album.
Rudy Sarzo est également membre d'un super groupe appelé Project Rock comprenant des membres de Judas Priest, Guns N 'Roses, Alice Cooper, AC/ DC, Scorpions et plus encore.
Le 18 janvier 2017, Rudy Sarzo a été intronisé dans le Hall of Heavy Metal History pour être à l'avant-garde de Heavy Metal Bass. 
En 2006, Rudy Sarzo a écrit un livre intitulé Off the Rails, un récit biographique de son temps dans le groupe d'Ozzy Osbourne au début des années 1980. Il se concentre principalement sur ses souvenirs à propos du jeune guitariste influent Randy Rhoads, son ami décédé dans un accident d'avion en 1982 lors de la tournée Diary of a Madman.
Rudy Sarzo est également un animateur numérique passionné d'informatique. Lorsqu'il n'est pas en tournée ou en studio, il est directeur technique 3D et coproducteur exécutif chez Ocean Visual FX en Californie. Sarzo a présenté des logiciels d'animation par ordinateur lors de salons majeurs, tels que la démonstration des logiciels Acid, Sony Vegas et DVD Architect sur le stand Sony Pictures lors du Winter NAMM Show 2004. Il a sorti le DVD de formation Acid for Non Linear Editors, réalisé par Douglas Spotted Eagle, pour la série de formation VASST, et a créé la bibliothèque "Working Man's Bass" exclusivement pour le logiciel Acid de Sony Pictures. Il a créé le concert d'ouverture animée en 3D pour le mur vidéo utilisé lors d'une tournée européenne de Dio.

#### The Guess Who
Rudy Sarzo est présentement le bassiste officiel des Guess Who, ayant joué sur leur dernier album The Future Is What It Used To Be sorti en 2018. 

## Discographie

### Quiet Riot
- Quiet Riot II (1978) - Rudy est crédité mais ne joue pas sur l'album, c'est Kelly Garni qui joue de la basse.
- Metal Health (1983)
- Condition Critical (1984)
- Alive and Well (1999)
- Guilty Pleasures (2001)
- 10 (2014) - Rudy basse sur Bang for Your Buck et Backside of Water

### Ozzy Osbourne
- Diary of a Madman (1981) - Rudy ne joue pas sur cet album mais sur le disque 2 de la réédition de 2011.
- Speak of the Devil (1982)
- Tribute (1987)

### M.A.R.S. (MacAlpine/Aldridge/Rock/Sarzo)
- Project Driver (1986)

### Whitesnake
- Slip of the Tongue (1989)
- Live at Donington 1990 (2011)

### Manic Eden
- Manic Eden (1994)

### Michael Angelo Batio
- Hands Without Shadows – "Tribute to Randy" (2005)

### Dio
- Holy Diver – Live (2006)

### Bassinvaders
- Hellbassbeaters (2008)

### Tim "Ripper" Owens
- Play My Game (2009)

### Animetal USA
- Animetal USA (2011)
- Animetal USA W (2012)

### Queensrÿche featuring Geoff Tate
- Frequency Unknown (2013)

### D-Metal Stars
- Metal Disney (2016)

### Adrian Raso
- Frozen In Time (2017)

### The Guess Who
- The Future Is What It Used To Be (2018)